# Plesosaurus
Plesosaurus (v anglickém originále Prom-asaurus) je devatenáctá epizoda třetí série amerického hudebního televizního seriálu Glee a v celkovém pořadí šedesátá třetí epizoda seriálu. Napsal ji Ryan Murphy, režíroval Eric Stoltz, poprvé se vysílala ve Spojených státech dne 8. května 2012 na televizní stanici Fox a obsahuje maturitní ples na Střední škole Williama McKinleyho.
Epizoda v den vysílání přilákala k obrazovkám celkem 6,67 milionů amerických diváků a získala 2,7/8 Nielsenova ratingu/podílu na trhu ve věkovém okruhu od osmnácti do čtyřiceti devíti let. Sledovanost i ratingy mírně vzrostly oproti předchozí epizodě s názvem Přijímačky, která se vysílala o týden dříve, tedy dne 1. května 2012.

## Děj epizody
Ředitel McKinleyovy střední, Figgins (Iqbal Theba) má setkání s Brittany (Heather Morris), kde jí říká, že jako prezidentka třídy není efektivní a sdělí ji, že uvažuje o zbavení jí této pozice. Jako výsledek Brittany slíbí, že učiní nadcházející maturitní ples nezapomenutelným. Rozhodne se, že téma plesu tento rok budou dinosauři a ukládá zákaz gelu na vlasy na maturitním plese, což rozzuří Blaina (Darren Criss), známého tím, že si geluje vlasy.
Sue (Jane Lynch) vyhlásí tři finalisty pro krále a královnu plesu, což zahrnuje Finna (Cory Monteith) a Brittany pro krále plesu a Santanu (Naya Rivera) a Quinn (Dianna Agron) pro královnu plesu. Becky Jackson (Lauren Potter) je velmi naštvaná za to, že nebyla nominovaná. Rachel (Lea Michele) je překvapená, když vidí plakát, který vychvaluje Finna a Quinn jako společné kandidáty a konfrontuje ho ohledně toho, protože je naštvaná, že na maturitním plese bude Finn tančit s Quinn—jeho bývalou přítelkyní—místo s ní. Mezitím Quinn udělala velký pokrok na rehabilitaci s Joeovou (Samuel Larsen) pomocí a již s pomocí může chodit. Požádá Joa, aby to do maturitního plesu udržel v tajnosti. Později, když Finn uvidí rozesmátou Quinn na vozíčku, která úspěšně zneužívá svého nedávného postižení k tomu, aby získala hlasy na ples, tak začne Finn mít pochybnosti ohledně jejich společné kampaně.
Po diskuzi ohledně jejich vlastních pochybností o plese s Blainem a Kurtem (Chris Colfer) se Rachel rozhodne uspořádat proti plesový večírek v hotelovém pokoji. Puck (Mark Salling) je stále sklíčený proto, že propadl u testu, který potřeboval k tomu, aby se dostal k maturitě a souhlasí, že na večírek přijde, stejně jako stále nazlobená Becky. Večírek začíná rozpačitě a Becky ho nazve "nejhorším anti-plesem jaký kdy byl". Mezitím na plese Finn přichází pro Quinn na dámské toalety, kde uvidí, že Quinn už může normálně chodit a je naštvaný, že kvůli jejímu postižení ji upřednostnil před Rachel. Quinn prosí Finna, aby zůstal na povinný tanec, s čímž souhlasí, ale během tance několikrát Quinn vyzve, aby si stoupla. Joe konfrontuje Finna a Sue mu vyhrožuje, že ho vyhodí z maturitního večírku, ale Finn odchází dobrovolně. Přichází na proti-plesovou párty a přesvědčuje Rachel a další, aby se s ním vrátili na ples. Rachel mu slibuje, že s ním půjde, stejně jako Kurt a Blaine, ale Puck a Becky zůstávají na pokoji. Becky řekne Puckovi o své toize stát se královnou plesu a on se rozhodne korunovat sebe a Becky jako krále a královnu anti-plesu, koruny vytvoří z krabice od piv a poté se oba dva vrací na ples.
Na McKinleyově střední se Rachel omlouvá Quinn a řekne jí, že pro ní volila a je šťastná, že se staly kamarádkami. Santana a Quinn počítají hlasy pro krále a královnu plesu, zjistí, že pro Brittany jako krále plesu volili jen čtyři lidé a Finn vyhrál, zatímco Quinn Santanu porazila pouze o jeden hlas. Ačkoliv získaly titul, který vždy chtěly, si Santana uvědomí, že nechtěla vyhrát, pokud nevyhraje i Brittany a Quinn její vítězství naplňuje pouze prázdnotou. Dohodne se se Santanou, že přepíše výsledky. Králem plesu je zvolen sice Finn, ale královnou plesu zvolí Rachel. Finn a Rachel tančí na "Take My Breath Away", což zpívají Quinn a Santana a Quinn překvapí celý dav tím, že si během vystoupení z vozíku stoupne.

## Seznam písní
- "Big Girls Don't Cry"
- "Dinosaur"
- "Love You Like a Love Song"
- "What Makes You Beautiful"
- "Take My Breath Away"

## Hrají
| Dianna Agron      | Quinn Fabray          |
| Chris Colfer      | Kurt Hummel           |
| Darren Criss      | Blaine Anderson       |
| Jane Lynch        | Sue Sylvester         |
| Jayma Mays        | Emma Pillsburry       |
| Kevin McHale      | Artie Abrams          |
| Lea Michele       | Rachel Berry          |
| Cory Monteith     | Finn Hudson           |
| Heather Morris    | Brittany Pierce       |
| Matthew Morrison  | William Schuester     |
| Amber Riley       | Mercedes Jones        |
| Naya Rivera       | Santana Lopez         |
| Mark Salling      | Noah „Puck“ Puckerman |
| Harry Shum mladší | Mike Chang            |
| Jenna Ushkowitz   | Tina Cohen-Chang      |

## Natáčení
Epizodu režíroval Eric Stoltz a scénář k ní napsal jeden z tvůrců Ryan Murphy. Natáčení epizody začalo dne 27. března 2012, zatímco se ještě natáčela předchozí epizoda s názvem Přijímačky a natáčení skončilo 5. dubna 2012. Scény z plesu se točily den před ukončením natáčení.
Mezi vedlejší role, které se v této epizodě objeví, patří členové sboru Sam Evans (Chord Overstreet), Rory Flanagan (Damian McGinty) a Joe Hart (Samuel Larsen), dále ředitel Figgins (Iqbal Theba), roztleskávačka Becky Jackson (Lauren Potter) a fotbalový hráč a Mercedesin bývalý přítel Shane Tinsley (LaMarcus Tinker). Helen Mirren se v seriálu již podruhé objevila jako vnitřní hlas Becky Jackson, ale nebyla uvedena v titulcích.
Pět písní z epizody bylo vydáno jako singly a jsou dostupné ke stažení: "Love You Like a Love Song" od Seleny Gomez & the Scene v podání Nayi Rivery; "Big Girls Don't Cry" od Fergie v podání Ley Michele, Chrise Colfera a Darrena Crisse; "What Makes You Beautiful" od One Direction v podání Samuela Larsena, Damiana McGintyho, Kevina McHala a Harryho Shuma mladšího; "Take My Breath Away" od Berlin v podání Dianny Agron a Nayi Rivery a "Dinosaur" od Keshy v podání Heather Morris.